# Thiago Cionek
Thiago Rangel Cionek (Curitiba, 1986. április 21. –) brazil születésű, lengyel válogatott labdarúgó, a SPAL játékosa.
A lengyel válogatott tagjaként részt vett a 2016-os Európa-bajnokságon és a 2018-as világbajnokságon.

## Sikerei, díjai
Jagiellonia Białystok
- Lengyel kupa (1): 2009–10
- Lengyel szuperkupa (1): 2010